# Liste der Klöster und Kirchen im Rheingau
Diese Liste der Klöster und Kirchen im Rheingau enthält Klöster und Kirchen im Rheingau im heutigen Hessen. Die Liste ist bisher unvollständig.

## Liste

### Eltville am Rhein
| Name                           | Ort         | Entstehungsjahr               | Beschreibung                                                     | Bild |
| ------------------------------ | ----------- | ----------------------------- | ---------------------------------------------------------------- | ---- |
| Kloster Eberbach               | Eltville    | 1136                          | ehemalige Zisterzienserabtei, säkularisiert                      |      |
| Pfarrkirche St. Peter und Paul | Eltville    | 14. Jhd.                      | unsymmetrische zweischiffige Hallenkirche                        |      |
| Christuskirche                 | Eltville    | 1902                          | Evangelische Kirche errichtet im Stil nachgeahmter Frühgotik     |      |
| St. Markus                     | Erbach      | letztes Viertel des 15. Jhd.  | dreischiffige Hallenkirche                                       |      |
| Johanneskirche                 | Erbach      | 1861–65                       | neugotisches Kirchengebäude                                      |      |
| St. Vincentius                 | Hattenheim  | 1739–40                       | rechteckiger Barocksaal                                          |      |
| St. Martin                     | Martinsthal | 1964                          | erbaut nach Plänen des Architekten Paul Johannbroer (profaniert) |      |
| St. Sebastian und Laurentius   | Martinsthal | Anfang 15. Jahrhundert        | Verputzter Bruchsteinbau mit Treppenturm                         |      |
| Kloster Tiefenthal             | Martinsthal | gegründet Mitte des 12. Jhds. |                                                                  |      |
| St. Antonius                   | Rauenthal   | 1468–1491                     |                                                                  |      |

### Geisenheim
| Name                                                         | Ort            | Entstehungsjahr   | Beschreibung                                                                                           | Bild |
| ------------------------------------------------------------ | -------------- | ----------------- | --- | ---- |
| Pfarrkirche Heilig Kreuz meist als Rheingauer Dom bezeichnet | Geisenheim     | 1510–18           | spätgotische Hallenkirche                                                                              |      |
| Ev. Kirche Geisenheim                                        | Geisenheim     | 1897              | Neuromanische evangelische Kirche                                                                      |      |
| Kapelle St. Ursula Schule                                    | Geisenheim     | 1964              | errichtet nach Plänen des Architekten Paul Johannbroer                                                 |      |
| Marienkirche                                                 | Geisenheim     | 1955/56           | errichtet nach Plänen des Architekten Otto Balmert, seit 2013 geschlossen, am 8. Sept. 2024 profaniert |      |
| Maria Immaculata                                             | Johannisberg   | 1928              | ehemalige Klosterkirche                                                                                |      |
| St. Johannes der Täufer                                      | Johannisberg   | 1956 Wiederaufbau | ehemalige Abteikirche                                                                                  |      |
| Kloster Marienthal                                           | Marienthal     |                   | Wallfahrtskloster (Franziskaner)                                                                       |      |
| St. Michael                                                  | Stephanshausen |                   | |      |

### Lorch
| Name              | Ort           | Entstehungsjahr | Beschreibung | Bild |
| ----------------- | ------------- | --------------- | --- | ---- |
| St. Nikolaus      | Espenschied   | 1746–1748       | Saalkirche mit markantem Dachreiter. |      |
| St. Martin        | Lorch         | Ende 13. Jhd.   | Über den Resten einer spätromanischen Basilika errichteter gotischer Bau                                                                 |      |
| Hl.-Kreuz-Kapelle | Lorch         | 1677            | Wallfahrtskapelle. Schlichter langer Rechteckbau, 3/8 Chorschluss mit Hauben-Dachreiter                                                  |      |
| Alte Kirche       | Lorchhausen   | 14. Jh          | Seit 1879 profaniert, ab Mitte des 20. Jh. als Wohnhaus genutzt                                                                          |      |
| St. Bonifatius    | Lorchhausen   | 1877–79         | Neugotische Basilika |      |
| Clemenskapelle    | Lorchhausen   | 1908            | Schlichter Rechteckbau aus Bruchstein mit spitzem Dachreiter.                                                                            |      |
| St. Katharina     | Ransel        | 1740–45         | Bruchsteinsichtige Saalkirche mit Dachreiter.                                                                                            |      |
| St. Antonius      | Wollmerschied | 1894            | Schlichter Saalbau mit spitzem Dachreiter. Innenausstattung zum Teil aus der barocken Vorgängerkapelle (versch. Figuren und Altarteile). |      |

### Oestrich-Winkel
| Name                              | Ort        | Entstehungsjahr                                                           | Beschreibung | Bild |
| --------------------------------- | ---------- | ------------------------------------------------------------------------- | --- | ---- |
| Mariä Himmelfahrt                 | Hallgarten | 12. Jhd.                                                                  | Saalbau |      |
| Ev. Kirche Mittelheim             | Mittelheim | 1956                                                                      | rechteckiger Saalbau in Betonkonstruktion |      |
| Neuapostolische Kirche Mittelheim | Mittelheim | 2010                                                                      | |      |
| St. Ägidius                       | Mittelheim | frühes 12. Jhd.                                                           | dreischiffige romanische Basilika |      |
| Kapelle des St.-Clemens-Hospitals | Oestrich   |                                                                           | |      |
| St. Martin                        | Oestrich   | 1508, 1633/35 niedergebrannt, 1648 Wiedererrichtung, 1893/94 Umgestaltung | spätgotische, dreischiffige Hallenkirche, Südhalle noch in ursprünglicher Form, heutiges Aussehen beruht auf der gelungenen Umgestaltung von 1893/94. |      |
| St. Walburga                      | Winkel     |                                                                           | |      |

### Rüdesheim
| Name                                 | Ort            | Entstehungsjahr                                                                                          | Beschreibung                                                   | Bild |
| ------------------------------------ | -------------- | --- | -------------------------------------------------------------- | ---- |
| Heilig Kreuz                         | Assmannshausen | 14. Jhd.                                                                                                 |                                                                |      |
| St. Petronilla                       | Aulhausen      | |                                                                |      |
| St. Hildegard und St. Johannes d. T. | Eibingen       | Klosterflügel 12. Jahrhundert, Später Kloster der Hl. Hildegard, Nach Brand der Kirche Wiederaufbau 1935 | Wallfahrtskirche, mit dem Schrein der Heiligen Hildegard       |      |
| Abtei St. Hildegard                  | Eibingen       | 1900–1904                                                                                                | neo-romanische Benediktinerinnen-Abtei                         |      |
| St. Laurentius                       | Presberg       | ursprünglich um 1400, vollständige Umgestaltung um 1700                                                  |                                                                |      |
| Ev. Kirche Rüdesheim                 | Rüdesheim      | 1852–55. Nach Kriegszerstörung wiederhergestellt bis 1951                                                | Architekten: Philipp Hoffmann und Kreisbaumeister Wilhelm Rock |      |
| St. Jakobus                          | Rüdesheim      | um 1400                                                                                                  | Saalbau                                                        |      |
| Nothgottes                           | Rüdesheim      | | Wallfahrts- und Klosterkirche (Zisterzienser)                  |      |

### Walluf und Kiedrich
| Name                | Ort          | Entstehungsjahr                              | Beschreibung | Bild |
| ------------------- | ------------ | -------------------------------------------- | --- | ---- |
| Gustav-Adolf-Kirche | Kiedrich     | 1965                                         | Evangelische Kirche moderne Architektur |      |
| Michaelskapelle     | Kiedrich     | 1434–1444                                    | Gotische Heiltumskapelle mit Karner |      |
| St. Valentinus      | Kiedrich     | Ende 15.–Anfang 16. Jhd., Seitenschiffe 1380 | Spätgotischer dreischiffiger Kirchenbau, 2010 Erhebung der Kirche zur Basilica minor (kleinere Basilika) durch ein Dekret von Papst Benedikt XVI. (Katholisch) |      |
| St. Johannes d.T.   | Niederwalluf | 1159, 1714–19 erweitert                      | Gotischer Kirchenbau, heutige Form 1714–19. (Katholisch) |      |
| St. Martin          | Oberwalluf   | 1900/01                                      | Neugotischer Kirchenbau mit spätgotischem Chor des Vorgänger-Baues. (Katholisch)                                                                               |      |